# Bernardia asplundii
Bernardia asplundii là một loài thực vật có hoa trong họ Đại kích. Loài này được Lourteig mô tả khoa học đầu tiên năm 1955.